# إنريكي جارا ساغوير
إنريكي جارا ساغوير (بالإسبانية: Enrique Jara Saguier)‏ هو لاعب كرة قدم ومدرب كرة قدم باراغواياني، ولد في 12 يوليو 1934 في أسونسيون في باراغواي. شارك مع منتخب باراغواي لكرة القدم. أما مع النوادي، فقد لعب مع سيرو بورتينيو.

## وصلات خارجية
- إنريكي جارا ساغوير على موقع الاتحاد الدولي (مؤرشف)  (الإنجليزية)